# Karina Canellakis
Karina Canellakis (* 23. August 1981 in New York) ist eine US-amerikanische Dirigentin und Violinistin.

## Leben
Karina Canellakis wuchs in New York in einer musikalischen Familie mit griechisch-russischen Wurzeln auf. Ihr Musikstudium am Curtis Institute of Music schloss sie 2004 ab. Von 2005 bis 2007 spielte sie Violine in der Orchester-Akademie der Berliner Philharmoniker. Von 2011 bis 2013 studierte sie Dirigieren an der Juilliard School. Von 2014 bis 2016 arbeitete sie als Assistentin beim Dallas Symphony Orchestra, mit dem sie im Oktober 2014 auch ihr erstes Konzert dirigierte. Ihr Europa-Debüt gab sie 2015, als sie das Chamber Orchestra of Europe dirigierte. 2016 gewann sie den Sir Georg Solti Conducting Award. Im September 2017 dirigierte sie erstmals das Rundfunk-Sinfonieorchester Berlin (RSB) und  im März 2019 das DSO (Deutsches Symphonie-Orchester Berlin, vormals Radio-Symphonie-Orchester Berlin).
Im Dezember 2018 dirigierte Canellakis als erste Frau das jährliche Nobelpreiskonzert mit dem Royal Stockholm Philharmonic Orchestra.
Im Herbst 2019 wurde sie Chefdirigentin des Radio Filharmonisch Orkest der Niederlande. Parallel dazu wurde sie 2019 Erste Gastdirigentin des Rundfunk-Sinfonieorchesters Berlin (RSB).  Am 19. Juli 2019 dirigierte Canellakis als erste Dirigentin überhaupt die Premiere der Proms in der Royal Albert Hall (London). Am 6. Juni 2021 dirigierte sie Beethovens 9. Sinfonie in Wien vor dem Schloss Belvedere.
Im April 2020 gab das London Philharmonic Orchestra (LPO) die Ernennung von Canellakis zu seiner neuen Ersten Gastdirigentin ab September 2020 bekannt, nachdem sie im Oktober 2018 zum ersten Mal als Gastdirigentin beim LPO aufgetreten war. Sie ist die erste Frau, die dieses Amt übernimmt.
Im September 2021 wurde bekannt, dass Canellakis ihren Vertrag als Chefdirigentin des Radio Filharmonisch Orkest bis Juli 2027 verlängert hat.